# Гінзбург Олександр Йосипович
Олександр Осипович (Йосифович) Гінзбург (2 (15) червня 1916, Маріуполь, Катеринославська губернія — 1973, Ташкент) — радянський театральный режиссёр. Народний артист Узбецької РСР (1959), лауреат Державної Премії СРСР у галузі літератури, мистецтва та архітектури (посмертно,1977).

## Біографія
Народився в Маріуполі у сім'ї лікаря Йосипа Самойловича Гінзбурга (1884—1920) та Ліби Яківни Гінзбург; залишився сиротою у віці 4-х років, коли батько помер від висипного тифу. Племінник філолога та літературознавця Льва Самойловича Гінзбурга, двоюрідний брат поета та драматурга Олександра Галича та кінооператора Валерія Гінзбурга .
Закінчив режисерський факультет ГІТІС в 1939 році за класом В. Г. Сахновського. У 1939—1942 роках працював у Тбіліському театрі юного глядача, поставив спектаклі «Романтики» Е. Ростана, «Казка» М. А. Світлова (разом з Г. А. Товстоноговим, 1940), «Василиса Прекрасна» (1940), «Бідність не порок» А. Н. Островського (1941). У 1940 році організував студію при Тбіліському ТЮГу, де викладав до 1943 року. У 1943—1945 роках — режисер Челябінського драматичного театру імені С. М. Цвілінга, де поставив п'єси «Олеко Дундич» М. А. Каца та А. Г. Ржешевського, «12 місяців» С. Я. Маршака, вів курс майстерності актора у студії при цьому театрі
У 1945—1948 роках — головний режисер Ташкентського театру юного глядача, де поставив «Казки про правду» М. І. Алігер . У 1948—1951 роках працював у театрі Туркестанського військового округу, поставив «Молоду гвардію» з власного інсценуванню роману А. А. Фадєєва; в 1950 разом із Г. А. Товстоноговим здійснив постановку п'єси «Іспанський священик» Дж. Флетчера в Ленкомі. У 1951—1958 та 1960—1965 роках — головний режисер Узбецького театру драми імені Хамзи. Постановки А. О. Гінзбурга мали велике значення у розвиток цього театру. Їм були поставлені вистави «За тих, хто в морі» Б. Лавреньова (1947), «Міщани» М. Горького (1951), «Ромео і Джульєтта» (1951), «Ревізор» Н. В. Гоголя (1952), «Любов Ярова» К. Треньова (1952), «Шовкове сюзане» А. Каххара (разом з А. Ходжаєвим, 1952), «Розповідь про Туреччину» (1953) та «Легенда про кохання» Н. Хікмета (1953), «Розбійники» Ф. Шіллера (1955), «Гроза» А. Н. Островського (1955), «Юлій Цезар» Шекспіра (1958), «Дочка Ганга» (власне інсценування роману Р. Тагора «Аварія», демонструвався в Москві як один з кращих спектаклів 1956), «Чорні птахи» Н. Погодіна (1962). Вистава «Алжир, батьківщина моя!» (Власне інсценування роману М. Діба «Великий дім») був нагороджений дипломом першого ступеня на всесоюзному фестивалі театрів у 1957 році і також показаний у Москві.
У 1958—1960 роках — головний режисер Ташкентського російського театру драми імені М. Горького, де поставив вистави «Тайфун» Цао Юя (1957), «Історія порожньої душі» (1958, за романом М. Горького «Життя Кліма Самгі»), «Дракон і сонце» за власною п'єсою (1958), «Зіпсована дитина» Прагджі Доси (гудж. પ્રાગજી ડોસા, 1959), «Іркутська історія» А. Н. Арбузова (1960). Автор сценарію кінофільму «Дочка Ганга» (Узбекфільм, 1961). За словами актора та режисера Володимира Рецептера, А. А. О. Гінзбург «грав визначальну роль у театральному житті Ташкента».
У 1965—1966 роках — головний режисер Тбіліського російського драматичного театру імені А. С. Грибоєдова. У 1966—1967 роках — режисер Московського художньо-драматичного театру, в 1967—1971 роках — Театру імені Ленінського комсомолу, в останньому поставив спектаклі «Дим вітчизни» К. Симонова (1967), «Наречений і наречена», «Прощавай, зброю!» (за романом Еге. Хемінгуея у своїй інсценуванню, 1969), «Кінець Хитрова ринку» (за романом А. А. Безуглова і Ю. М. Кларова у своїй інсценуванню, 1970), «Лабіринт» А. Софронова (1971).
З 1971 року і до кінця життя знову головний режисер Узбецького театру драми імені Хамзи в Ташкенті. Вів курс майстерності актора в Ташкентському театральному інституті (1951—1965) та на відділенні акторів музичних театрів у Музичному училищі імені Гнесиних (1968—1970).

## Родина
- Дружина — Софія Михайлівна Гутманович (1916—1999), актриса та театральний педагог[9].
  - Син — телережисер і сценарист Євген Гінзбург.